# Pasta
|  | Per a altres significats, vegeu «Pasta (desambiguació)». |

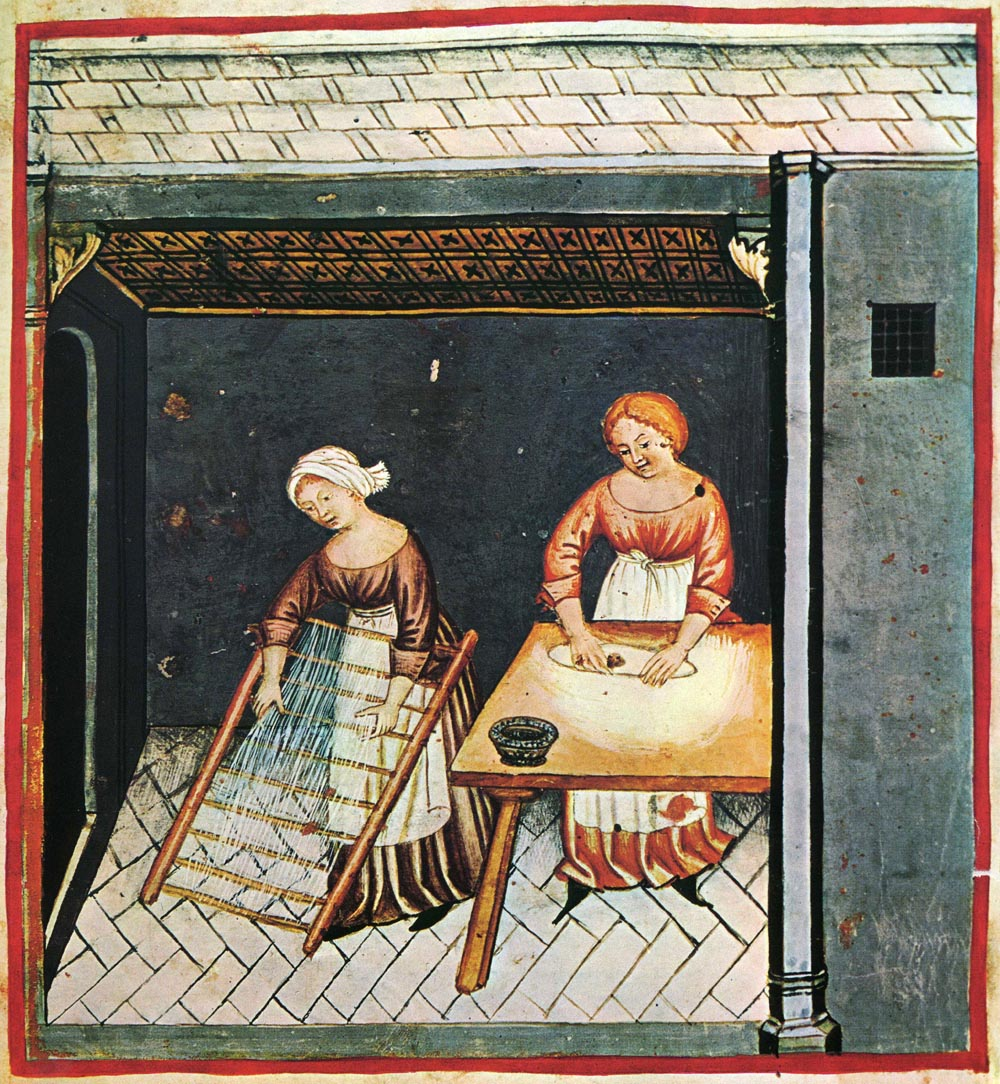
Preparació de la pasta. Il·lustració en un Tacuinum sanitatis del

La pasta és un tipus d'aliment elaborat amb una massa, l'ingredient bàsic de la qual és la farina de blat barrejada amb aigua, i a la qual es pot afegir sal, ou o altres ingredients, conformant un producte que generalment es cou en aigua bullent. En la seua elaboració, habitualment s'utilitza l'espècie Triticum durum o blat dur.

## Característiques nutritives
El principal component nutritiu són els hidrats de carboni i una petita part de proteïna, sobretot si va acompanyada de carn, formatge o quelcom de greix, quan és cuinada amb una mica d'oli. Les pastes també aporten algunes vitamines del grup B, sobretot les pastes de colors que, a part de l'aspecte estètic, utilitzen hortalisses com els espinacs (verd) o el tomàquet (vermell o taronja). Si no s'afegeix res la pasta té un color cru, amb un to groguenc.

## Tipus de pasta

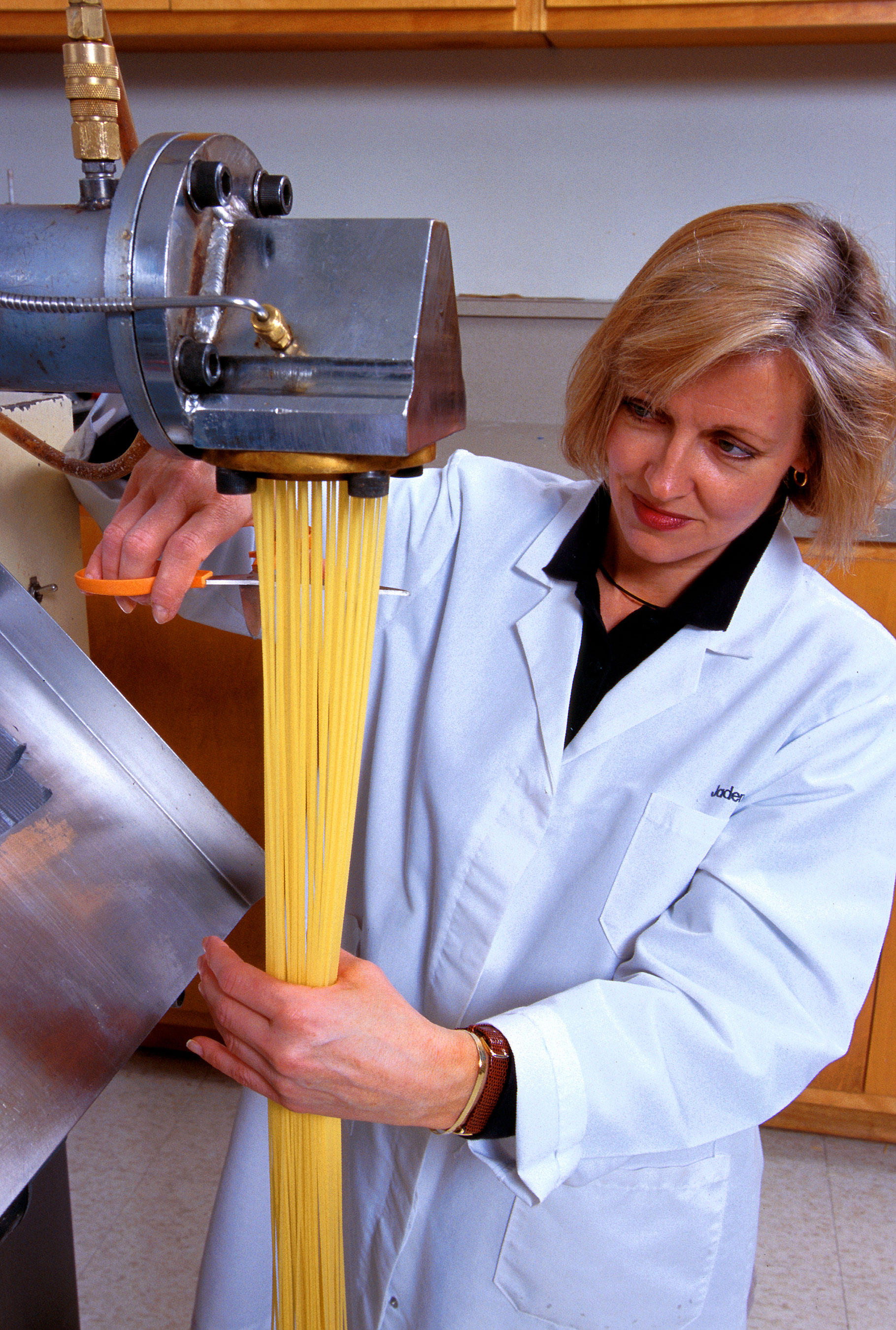
Fabricació industrial de pasta

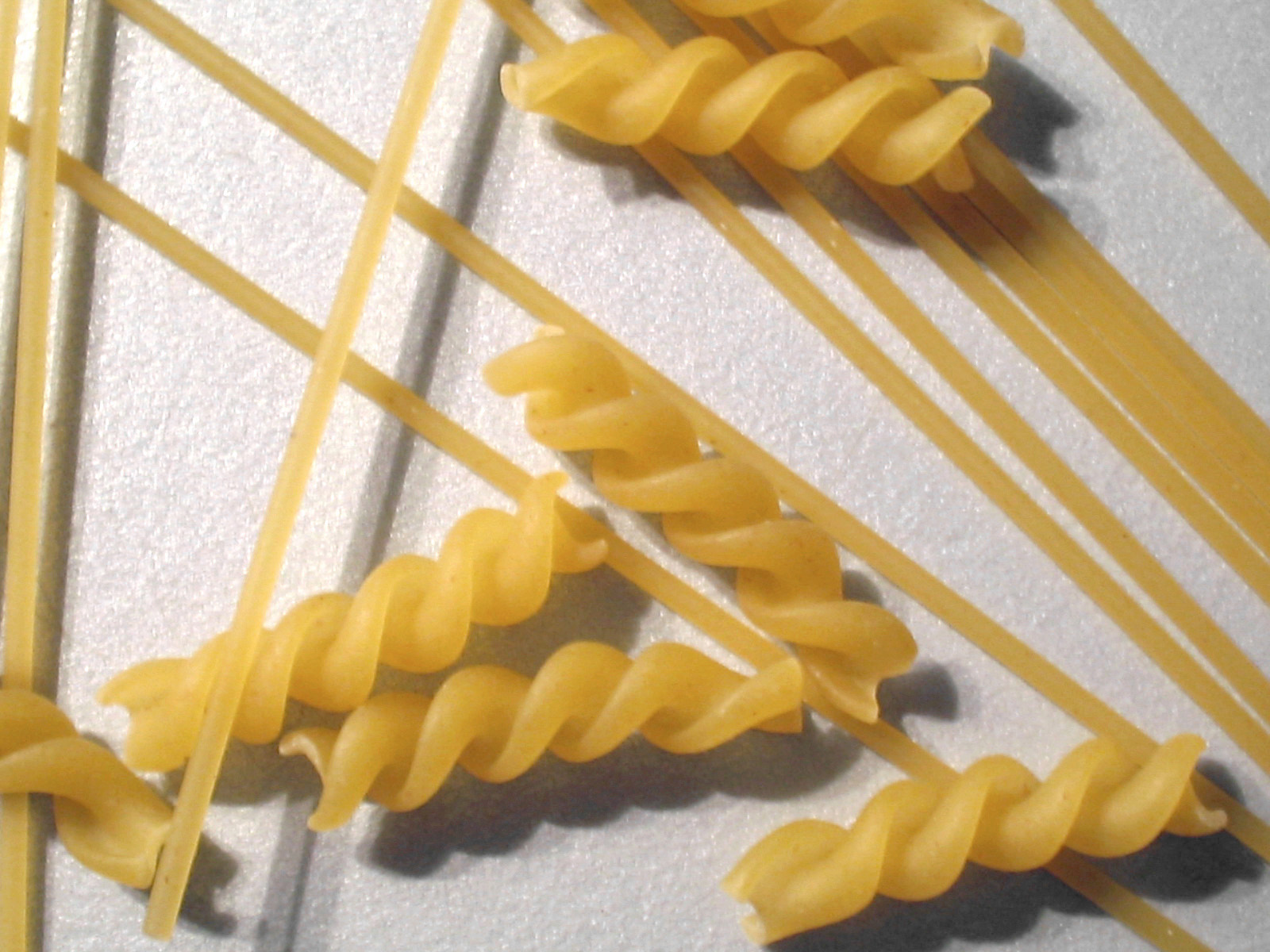
Espaguetis i espirals

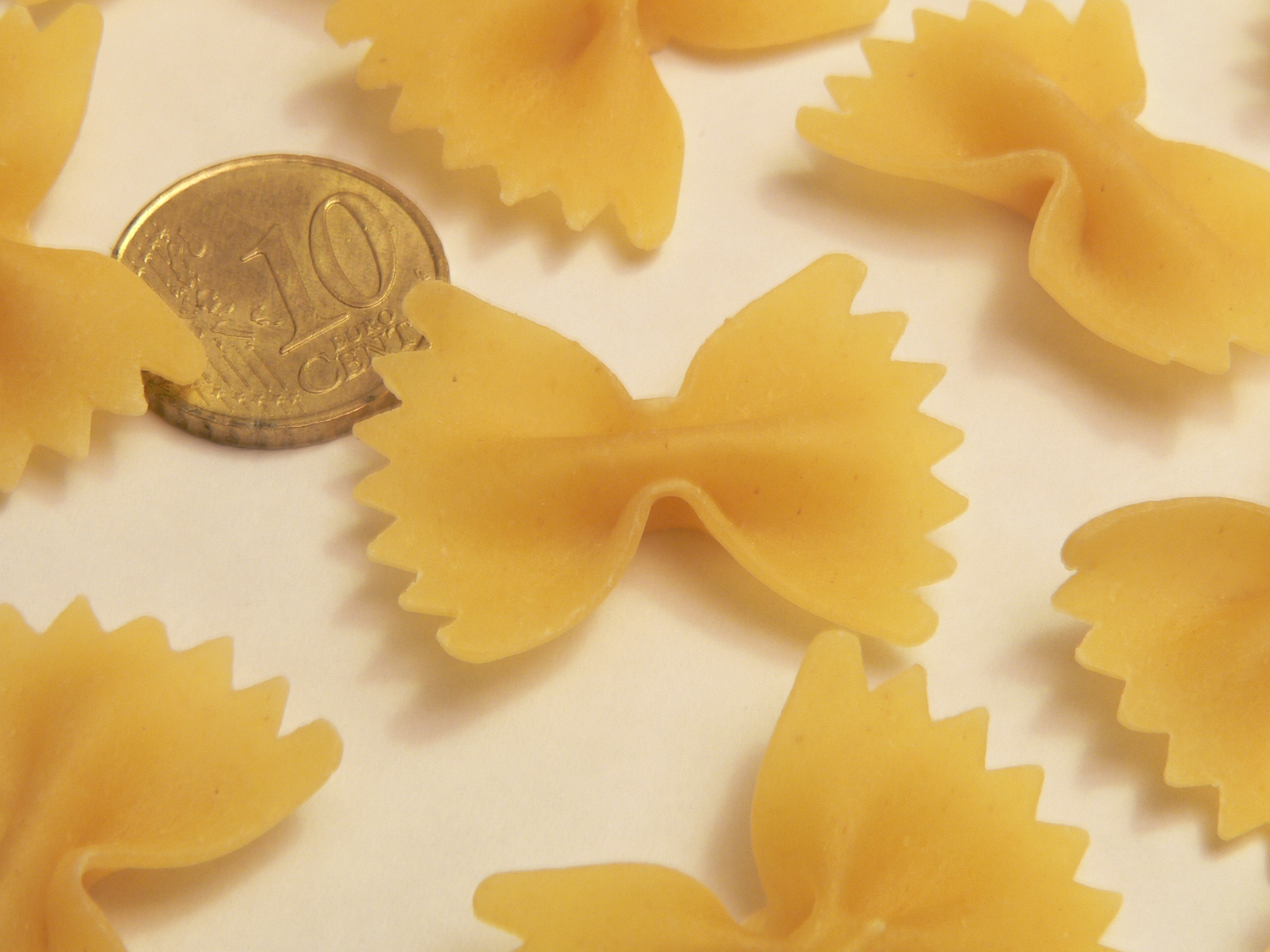
Llacets

La pasta pot ser: fresca o seca. En funció de la llargària s'anomenen:

### "Pastes allargades" (pasta lunga)
- Fideus prims: allargats de secció circular, però molt prims
- espagueti: allargats i amb secció circular i spaghettini
- tallarí: similars als espagueti però amb secció rectangular o plana
- pappardelle: és una banda plana de fins i tot 2,5 cm d'ample[2]
- fettuccine: allarga i plana, de 6 mm d'ample
- fusilli lunghi
- tagliatelle: similar als fettuccini però més fins
- linguine ("petites llengües"): similar als fettuccini, però de 3 mm d'ample
- bucatoni ("foradades"): espagueti gruixut buidat en el centre
- bucatini ("foradades"): similar als bucatoni però menys gruixuts
- cabells d'àngel (capellini)

### Vetes (fettucine)
fideus plans, tagliatelles, 'tonnarelli, fettuccine, tagliolini, paglia e fieno (palla i fe)

### "Pastes curtes"
- fideu: allargat en forma de corda curta
- macarró o macaroni: amb forma de tub estret, corb o dret
- rigatoni: macarrons estriats
- penne: macarró estriat a la seva cara exterior
- espiral o fusilli: de forma helicoidal d'uns 4 cm de llarg
- llacet: en forma de corbata de llacet
- rotini: similar als fusilli però més curts
- galet: en forma de caragol

### Tubs (tubi)
cavatappi ("llevataps"), penne lisce (galons), penne rigate (ratllades), penne ziti, pennoni, garganelli.
chifferi, gigantoni, rigatoni

### Tubs en colze (tubi)
macarrons curts, conchiglie, pipa (lisce, rigate…)

### "Pastes farcides" (pasta ripiena)
Existeixen també varietats que es caracteritzen per ser farcides com són el caneló i la lasanya, plats que s'acompanyen amb carn picada, beixamel, verdures o altres farcits i salses.
S'usen també discs de massa fina, d'entre 8 i 13 cm de diàmetre, tallats a mà o amb màquines talladores o troqueladoras, utilitzats per a conformar arrebossades de diferents farcits. Quan es compra aquest tipus de pasta, normalment ja ve farcida industrialment sigui pasta fresca o seca, contràriament als canelons o la lasanya on la pasta són làmines.
Entre els que es venen farcits industrialment o s'han de farcir amb la pasta essent fresca hi ha:
- ravioli: amb forma de paquet quadrat amb la vora normalment plena de pics
- tortellini (/tortel·lini/): amb forma de rotlle nuat dins del qual s'inclou un farcit de carn, formatge o altres ingredients, tortelloni
- panzerotti
- cappelletti
- agnolotti ([aŋoˈlɔtti]): s'assemblen als raviolis però amb la vora arrodonida
- pansoti
- pierogi
- pelmeni
- ravioli, ravioles, raviolini
- jiaozi (xinès)

### Pasta de fantasia, farcides i perfumades
- gocchi, malloreddus, caragols, orelles, radiadors, crestes de gall
- conquilles o petxines de talles i formes diverses
- roda, hèlix, strozzapreti, llaços o farfalle (papallones)

### Pasta de potatges (pasta per minestra)
accini di pepe, alfabetini, anelli, farfaline, quadrucci, ramen, risoni, la mian, stelline, tubetti, vermicelli.